# Festival de Saint-Sébastien 1953
La 1e édition du Festival de Saint-Sébastien, puis sous la dénomination de Semaine Internationale du Cinéma, s'est tenu du 21 au 27 septembre 1953. Dans cette première édition et la suivante seuls furent primés des films espagnols.

## Jurés
- Willy Koch
- Francisco Aranaz-Darrás
- Manuel Durán
- Julián Merino
- José Sánchez Eceiza.

## Palmarès
- Meilleur film : La guerra de Dios, de Rafael Gil
- Meilleur réalisateur : Rafael Gil, pour La guerra de Dios
- Meilleure actrice : Julita Martínez (es) pour Hay un camino a la derecha de Francisco Rovira Beleta
- Meilleur acteur : Francisco Rabal, pour Hay un camino a la derecha de Francisco Rovira Beleta
- Meilleur directeur de la photo : Otello Martelli pour Carne de horca de Ladislas Vajda
- Meilleure mise en scène : Antonio Simont pour Carne de horca de Ladislas Vajda